# Afrocalathea rhizantha
Afrocalathea rhizantha   é uma espécie do género botânico Afrocalathea, da família Marantaceae.